# Andy Mattes
Andreas Walter „Andy“ Mattes (* 10. April 1961 in Nürnberg) ist ein deutsch-US-amerikanischer Manager. Von Juni 2013 bis Dezember 2017 war er Geschäftsführer des US-amerikanischen Automatenherstellers Diebold Nixdorf Inc.

## Leben
Mattes studierte Betriebswirtschaftslehre an der Ludwig-Maximilians-Universität München und schloss als Diplomkaufmann ab. Er begann seine Karriere 1985 als Vertriebsberater im Unternehmensbereich Kommunikations- und Datentechnik bei der Siemens AG. Ab 1987 arbeitete er in verschiedenen Positionen in der US-amerikanischen Niederlassung dieser Siemens-Sparte und wurde 2004 zum CEO der Siemens Communications Inc. berufen. Ab Januar 2006 war er in verschiedenen leitenden Positionen in der Enterprise-Sparte von Hewlett-Packard angestellt, die er 2011 verließ.
Im Juni 2013 wurde Mattes zum Präsidenten und CEO des US-amerikanischen Automatenherstellers Diebold berufen. Er war CEO des Unternehmens Diebold Nixdorf, das durch die Fusion von Wincor Nixdorf und Diebold entstand. Im Dezember 2017 trat er von dieser Position zurück. Ab 6. April 2020 war er CEO von Coherent, Inc. und setzte als solcher den Verkauf des Unternehmens an II-VI Incorporated um. Zuvor und danach war Mattes als Berater bei McKinsey tätig. Er ist Mitglied des Aufsichtsrats von Ams-Osram und Cohu Inc.
Mattes lebt mit seiner Frau Andrea und seinen drei Kindern in Gates Mills, Ohio.